# 王淮 (正德进士)
王淮（1471年—？年），字斯遠，江西吉安府安福縣人，民籍。

## 生平
治《易經》，行八，由國子生中式弘治十一年（1598年）江西鄉試第四十四名舉人，年三十八歲中式正德三年（1508年）戊辰科會試第一百二十二名，第二甲第五十五名進士。历官南京刑部郎中，嘉靖元年（1522年）八月升湖广布政使司右参议。

## 家族
曾祖王敦行。祖王曦。父王鐩，监生。母左氏。慈侍下，弟王滺。